# Geghhowit
Geghhowit – wieś w Armenii, w prowincji Gegharkunik. W 2011 roku liczyła 5753 mieszkańców.